# Süpplingenburg
Süpplingenburg – miejscowość i gmina w niemieckim kraju związkowym Dolna Saksonia, w powiecie Helmstedt, należy do gminy zbiorowej (niem. Samtgemeinde) Nord-Elm.

## Historia
Tu w 1075 urodził się Lotar III, król Niemiec i cesarz w latach 1133–1137 z rodu Süpplinburgów. Nazwa miejscowości pochodzi od słów niem. Süpplingenburg (zamek Süpplingów).